# Cerici
Cerici (szerbül: Церици), falu Banja Luka községben, Bosznia-Hercegovinában, Bosanska krajina területén, a Szerb Köztársaságban. 

## Fekvése
Bosznia-Hercegovina északi részén, Banja Lukától légvonalban 14, közúton 17 km-re észak-északnyugatra, a Kozara-hegység területén, 200-300 méteres magasságban fekszik. 

## Népessége
| Nemzetiségi csoport | Népesség 1991 | Népesség 2013 |
| ------------------- | ------------- | ------------- |
| Szerb               | 3             | 13            |
| Bosnyák             | 0             | 0             |
| Horvát              | 161           | 3             |
| Jugoszláv           | 1             | 0             |
| Egyéb               | 4             | 0             |
| Összesen            | 169           | 16            |

## Története
Cerici története során az ivanjskai római katolikus plébánia része volt, melynek gyökerei egészen a 14. századig nyúlnak vissza. Egyes források szerint a plébániát 1312-ben alapították. A plébánia a török hódítás következtében a 16. században megszűnt. Az ott lakók közül sokan átmenekültek a Száván, sokan elpusztultak, és valószínűleg csak egyharmaduk maradt szülőföldjén. A Kozara-hegység megközelíthetetlen területein való menedék miatt azonban ez az itteni lakosságot ez kevésbé érintette. A plébánia a 18. században és a 19. század elején igen nagy területű volt: keleten az Orbászig, északon a Száváig húzódott. Az emberek főként mezőgazdaságból, állattenyésztésből és kézműves termékek értékesítéséből éltek.
A település 1878-ig tartozott az Oszmán Birodalomhoz, ekkor a berlini kongresszus határozata alapján az Osztrák-Magyar Monarchia része lett. Az 1879-es osztrák-magyar népszámlálás során a falu Ivanjska községhez tartozott. A monarchia szétesésével 1918-ban előbb a Szerb-Horvát-Szlovén Királyság, majd 1929-től a Jugoszláv Királyság része. Jugoszlávia megszállása után a Független Horvát Állam (NDH) része lett. 1945-től a szocialista Jugoszlávia része volt. 1963-ban megszüntették az önálló Ivanjska községet, és a község területét Banja Luka községhez csatolták.
A boszniai háború végén majdnem az összes katolikus horvátot elüldözték, így 2013-ban már csak hárman voltak. A daytoni békeszerződést követő területfelosztásnál Banja Luka község részeként a Szerb Köztársaság területéhez került. Az egykori katolikus falut ma már döntően szerb lakosság lakja, akik túlnyomórészt Bihács, Glamoč, Bosanski Grahov és Kupres környékéről származnak, és a háború végén menekültek el ezekről a területekről.